# لودوفيك مينديز
لودوفيك مينديز (بالفرنسية: Ludovic Mendes) هو سياسي فرنسي، ولد في 11 أبريل 1987 في فرنسا. حزبياً، نشط في الجمهورية إلى الأمام!. وقد انتخب نائب فرنسي عن دائرة Moselle's 2nd constituency ‏ وقد انضم خلال فترته النيابية ‏ (21 يونيو 2017 – )  للكتلة البرلمانية تكتل الجمهورية على الدرب ‏.